# Гросенерих
Гросенерих (нем. Großenehrich) — город в Германии, в земле Тюрингия. 
Входит в состав района Кифхойзер.  Население составляет 2634 человека (на 31 декабря 2010 года). Занимает площадь 63,26 км². Официальный код  —  16 0 65 084.
Город подразделяется на 10 городских районов.

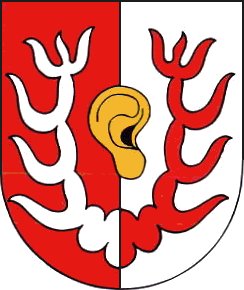
Гроссенерих

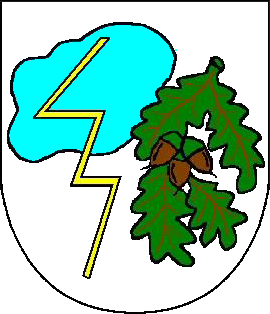
Гроссенерих